# متحف باتان
متحف باتان (بالنيبالية: पाटन संग्रहालय) هو متحف يقع في باتان، لاليتبور، نيبال. يندرج المتحف ضمن مواقع التراث العالمي التابعة لليونسكو . أُفتتح متحف باتان في عام 1997 في عهد الملك الراحل بيريندرا بير بيكرام شاه. يعرض متحف باتان الفنون المقدسة التقليدية في نيبال في بيئة معمارية لامعة. كانت الأرض التي شُيد عليها محكمة سكنية قديمة في باتان دوربار، أحد القصور الملكية لملوك مالا السابقين في وادي كاتماندو. حيث شُيد هذا القصر الملكي عام 1734، على موقع دير بوذي. كما تُعرف باحة المتحف باسم كيشاف نارايان تشوك.

## متحف باتان حاليًا
تعرضت ساحة باتان دوربار لأضرار بالغة نتيجة الزلزال الذي وقع في أبريل من عام 2015 في نيبال .يشغل منصب الرئيس الحالي لمجلس الإدارة كيدار بهادور أديكاري، من وزارة الثقافة والسياحة والطيران المدني، سينغ دوربار، كاتماندو.
تبلغ رسوم الدخول 1000 روبية نيبالية للزوّار الأجانب، و250 روبية لزوّار رابطة جنوب آسيا للتعاون الإقليمي، و30 روبية للزوّار النيباليين، و15 روبية للطلاب النيباليين (بإثبات الهوية).

## مجموعة فنية من المتحف

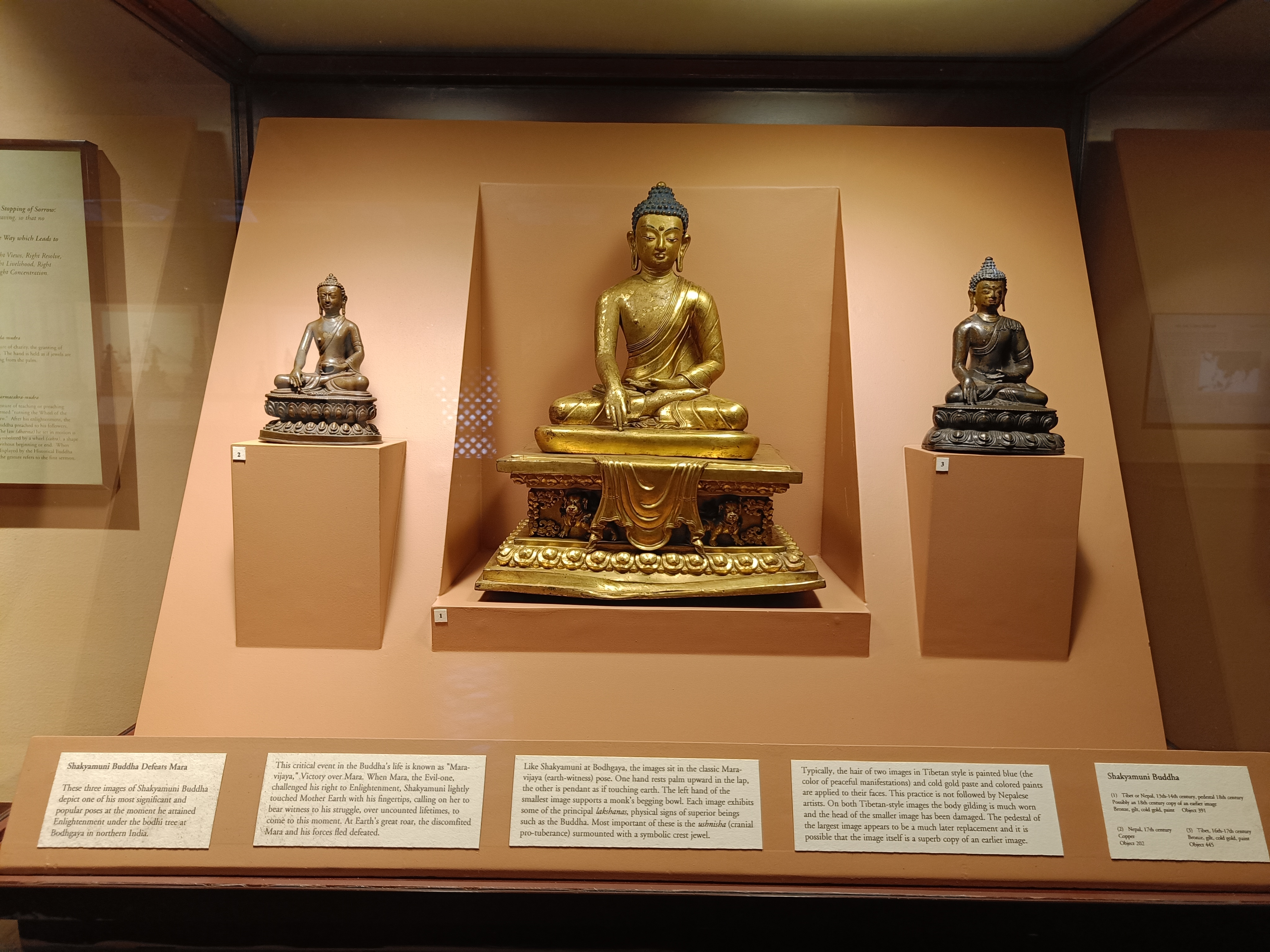
ساكياموني بوذا

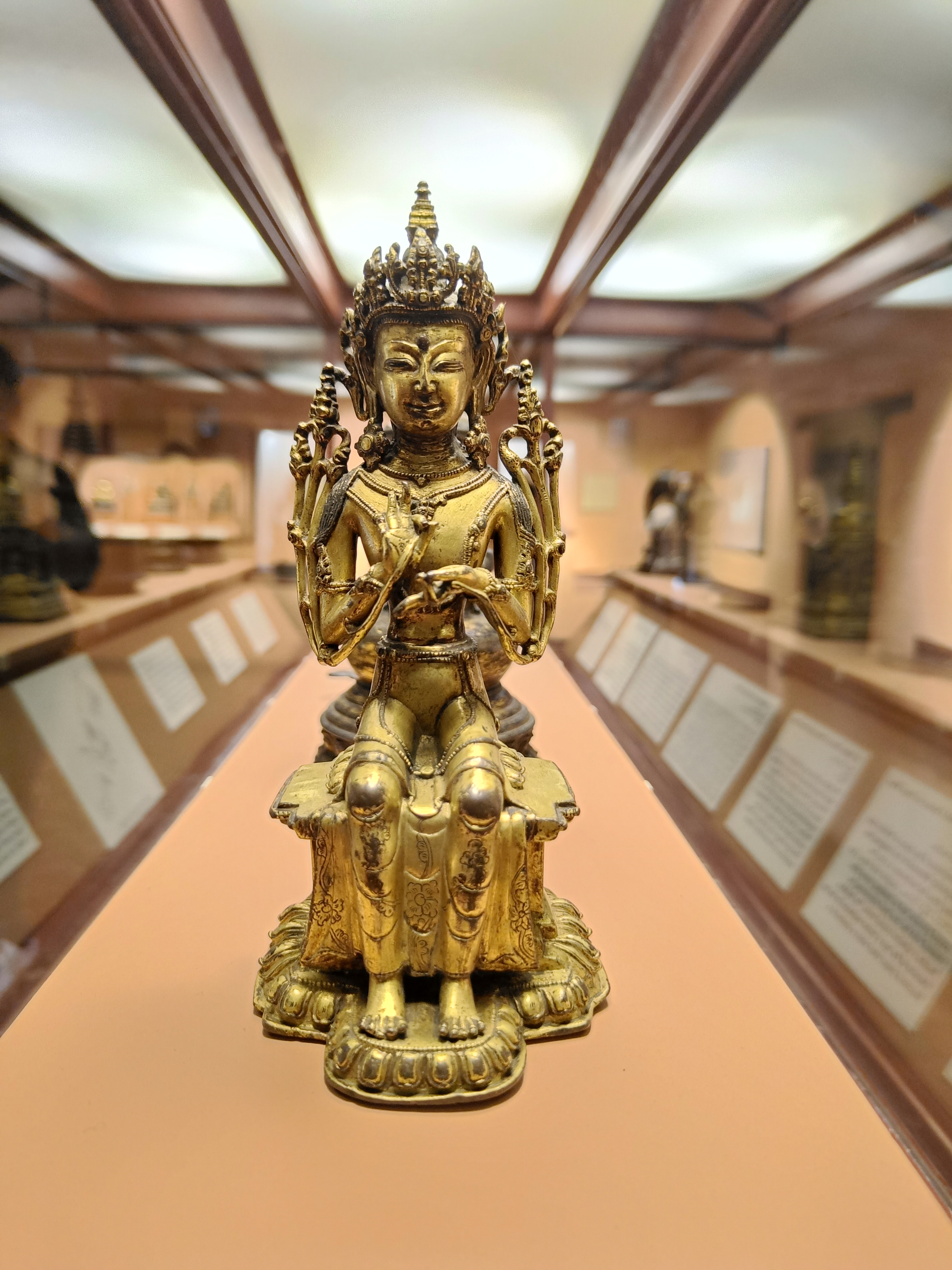
بوذا

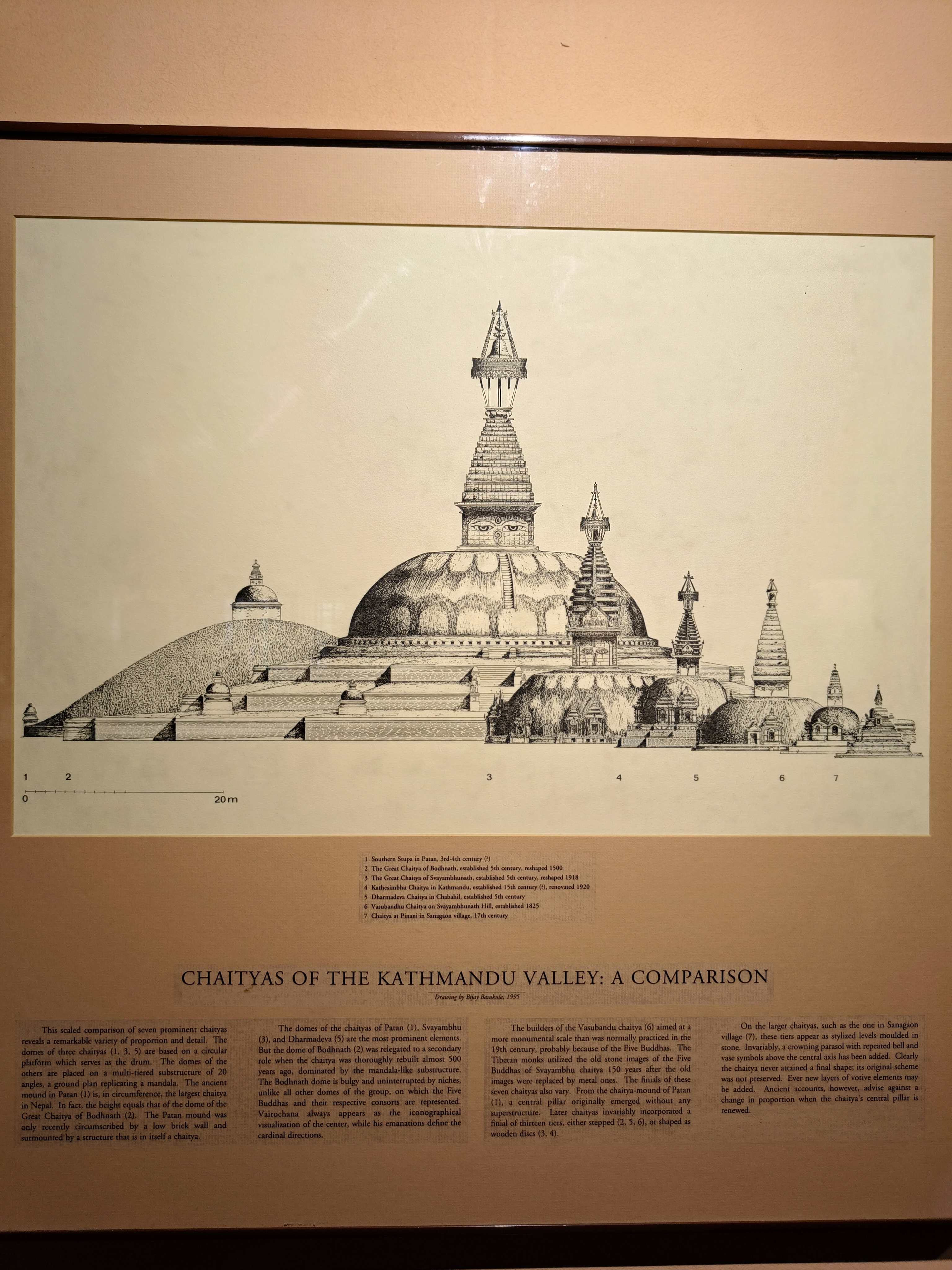
تشايتياس كاتماندو

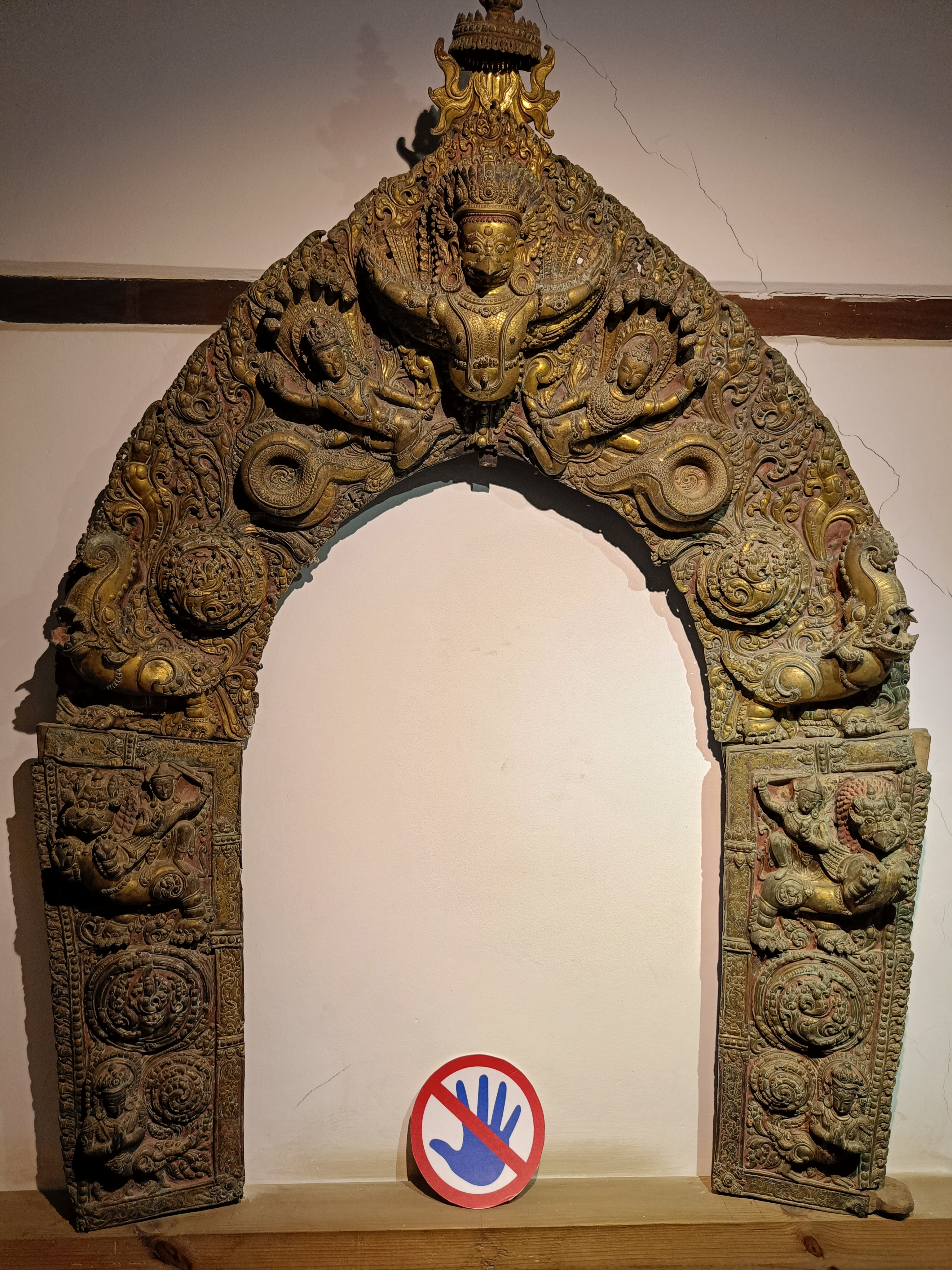
تصميم مصبوب من البرونز

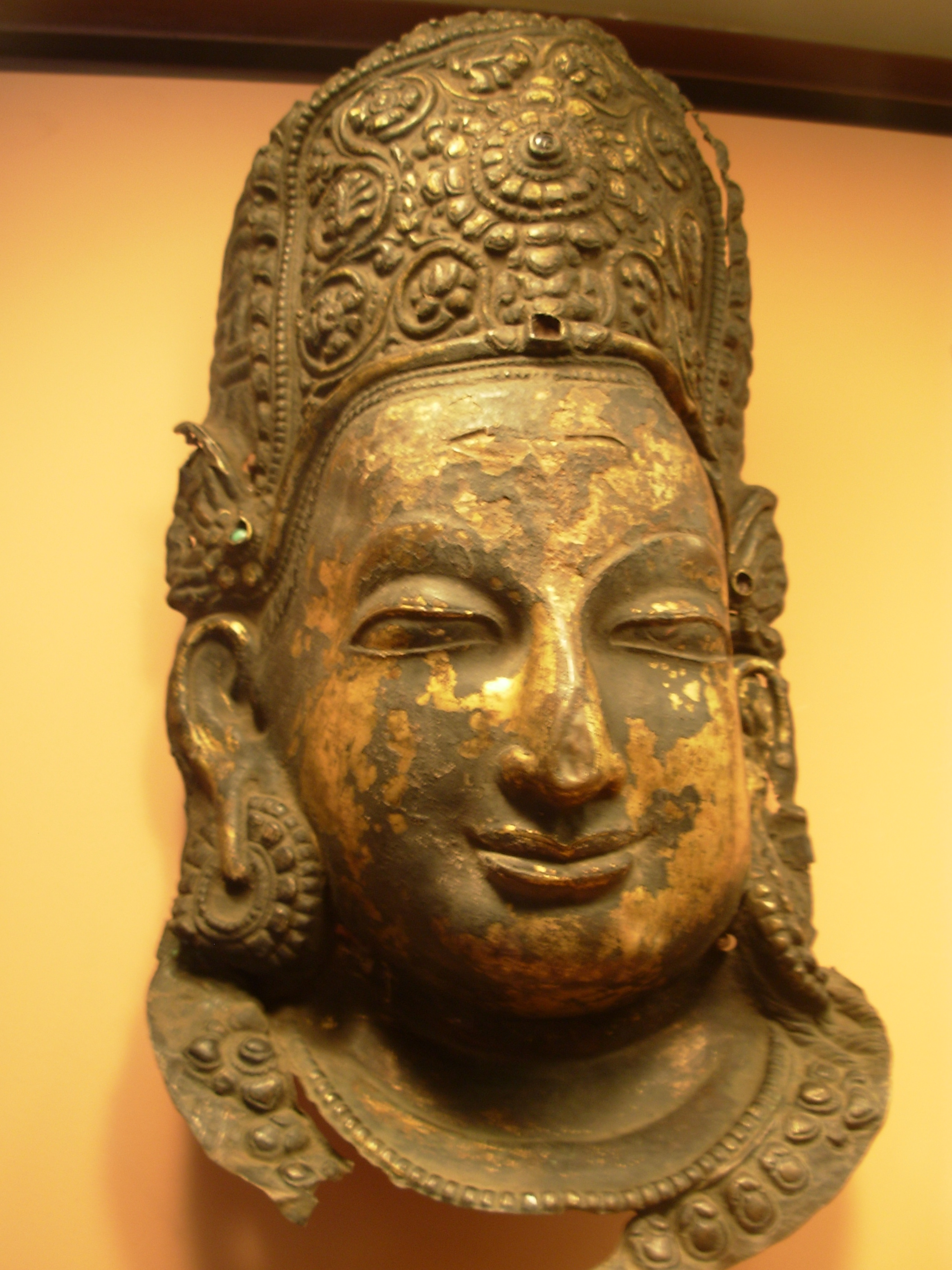
إندرا، إله فيدي في الهندوسية. مصنوع من نحاس ريبوسي، مذهب بالأحجار شبه الكريمة، القرن الثالث عشر والرابع عشر، في متحف باتان.
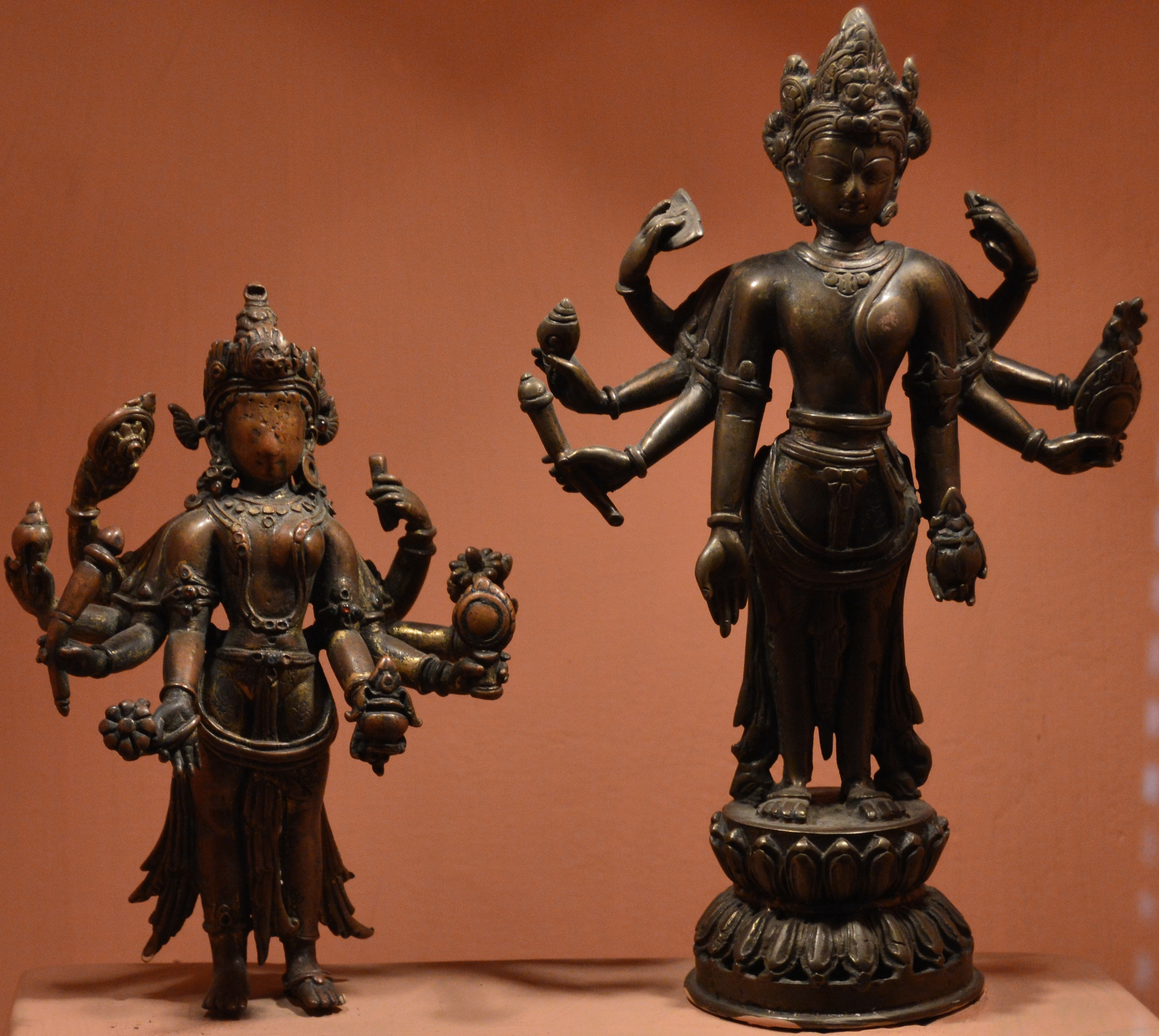
تمثال لاكشمي نارايان، القرن الرابع عشر
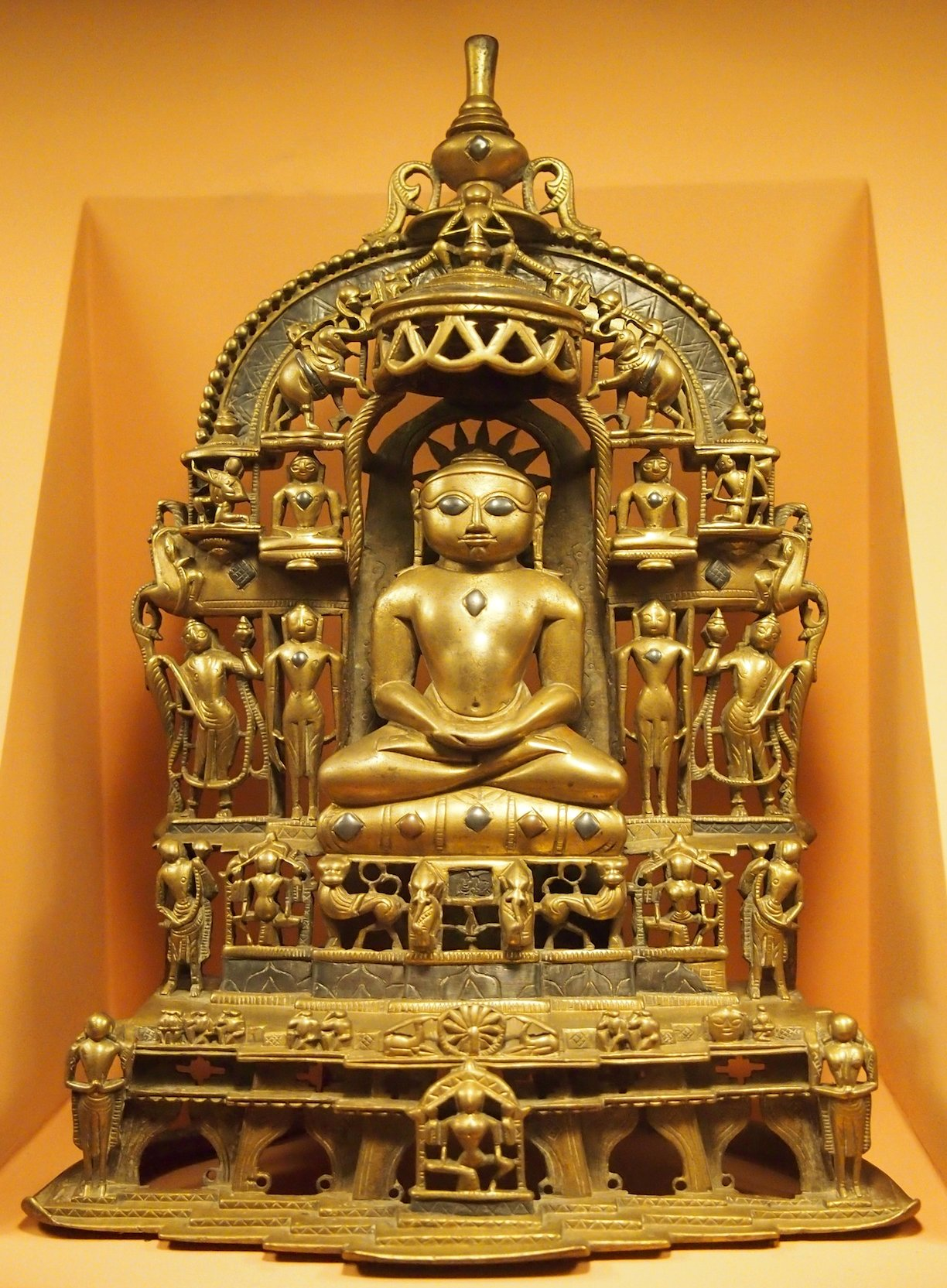
أديناثا،راجاستان، القرن السادس عشر
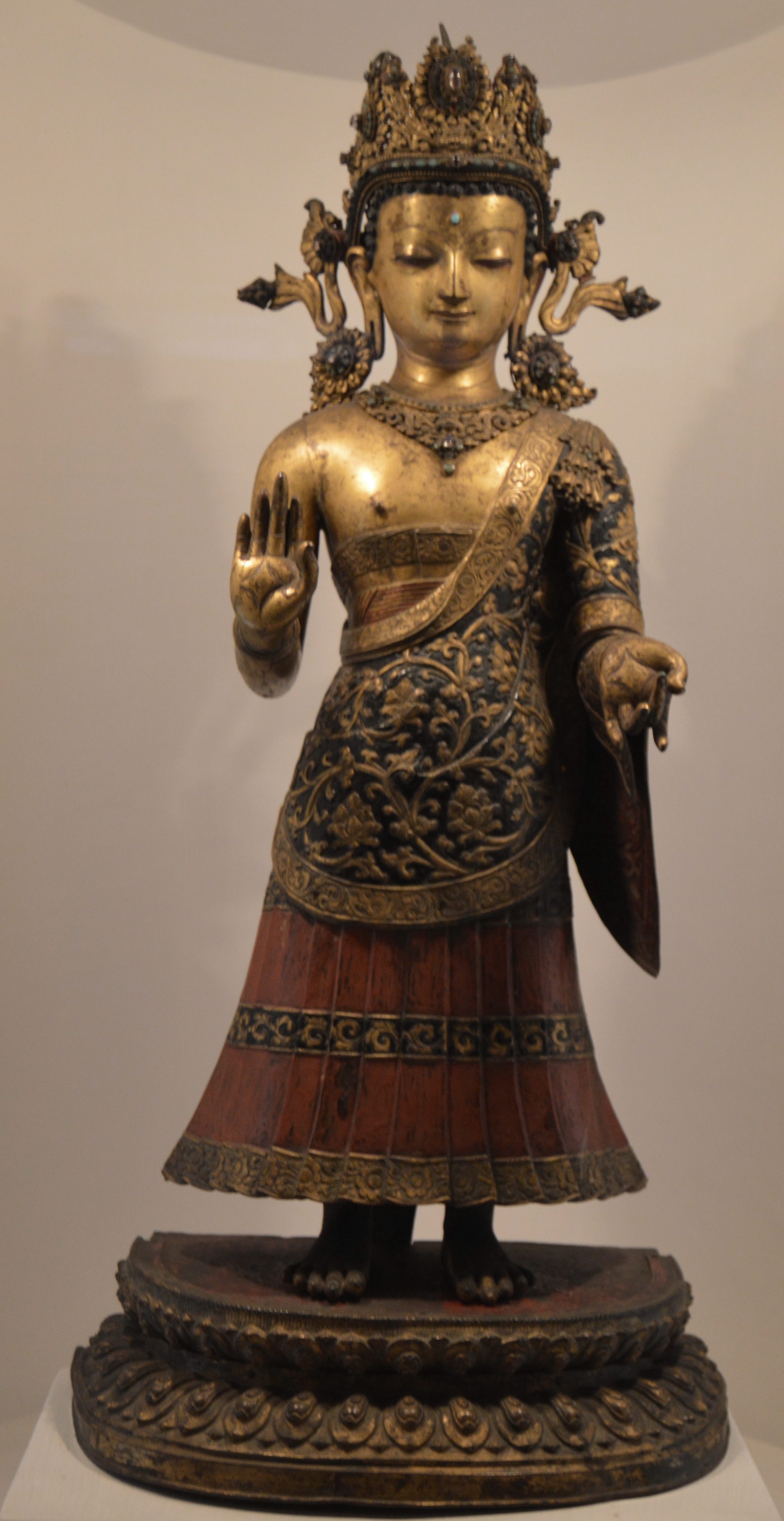
ديبانكارا بوذا، نيبال، القرن السابع عشر إلى الثامن عشر
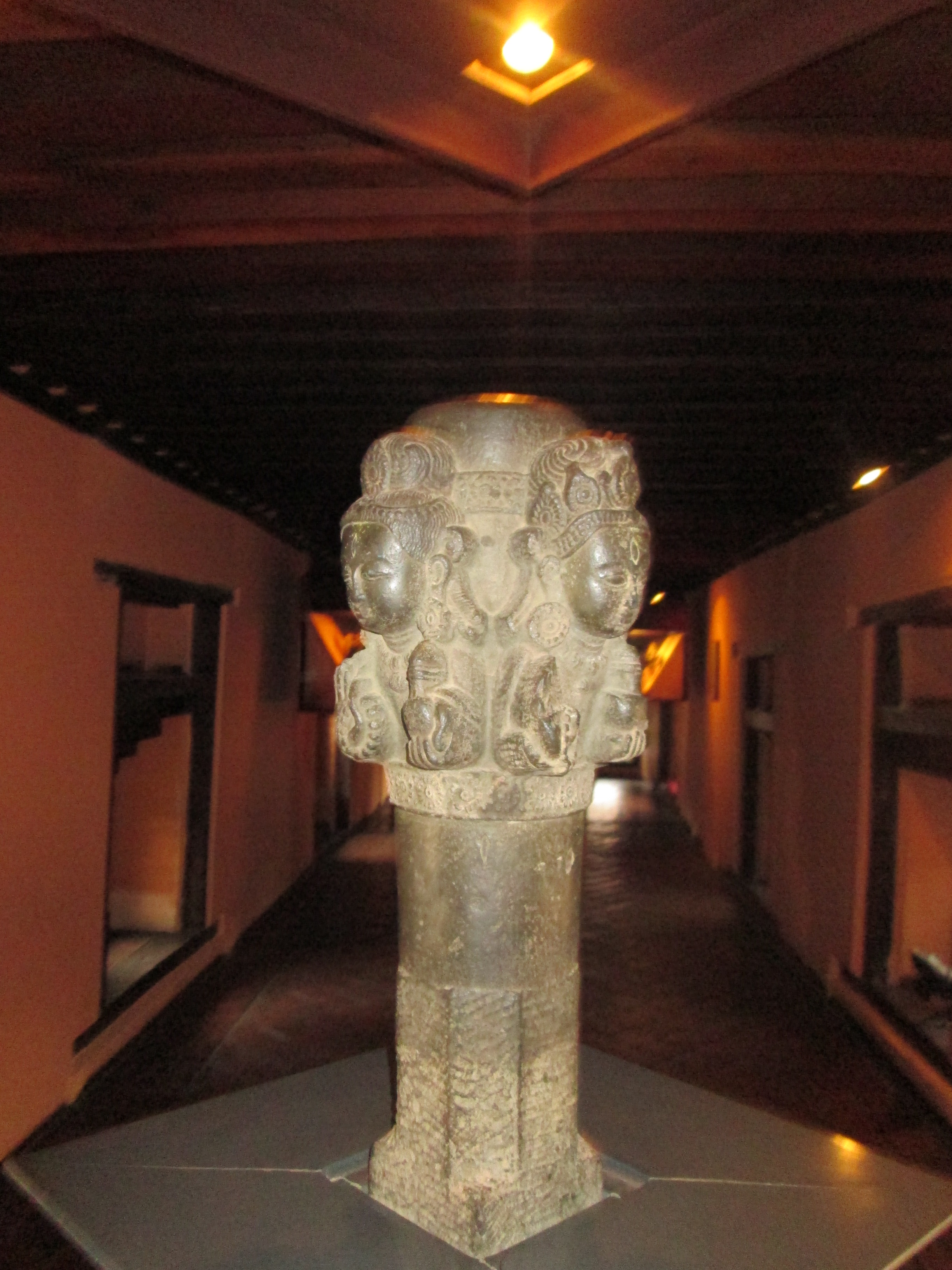
شيفالينجا رباعي الأوجه
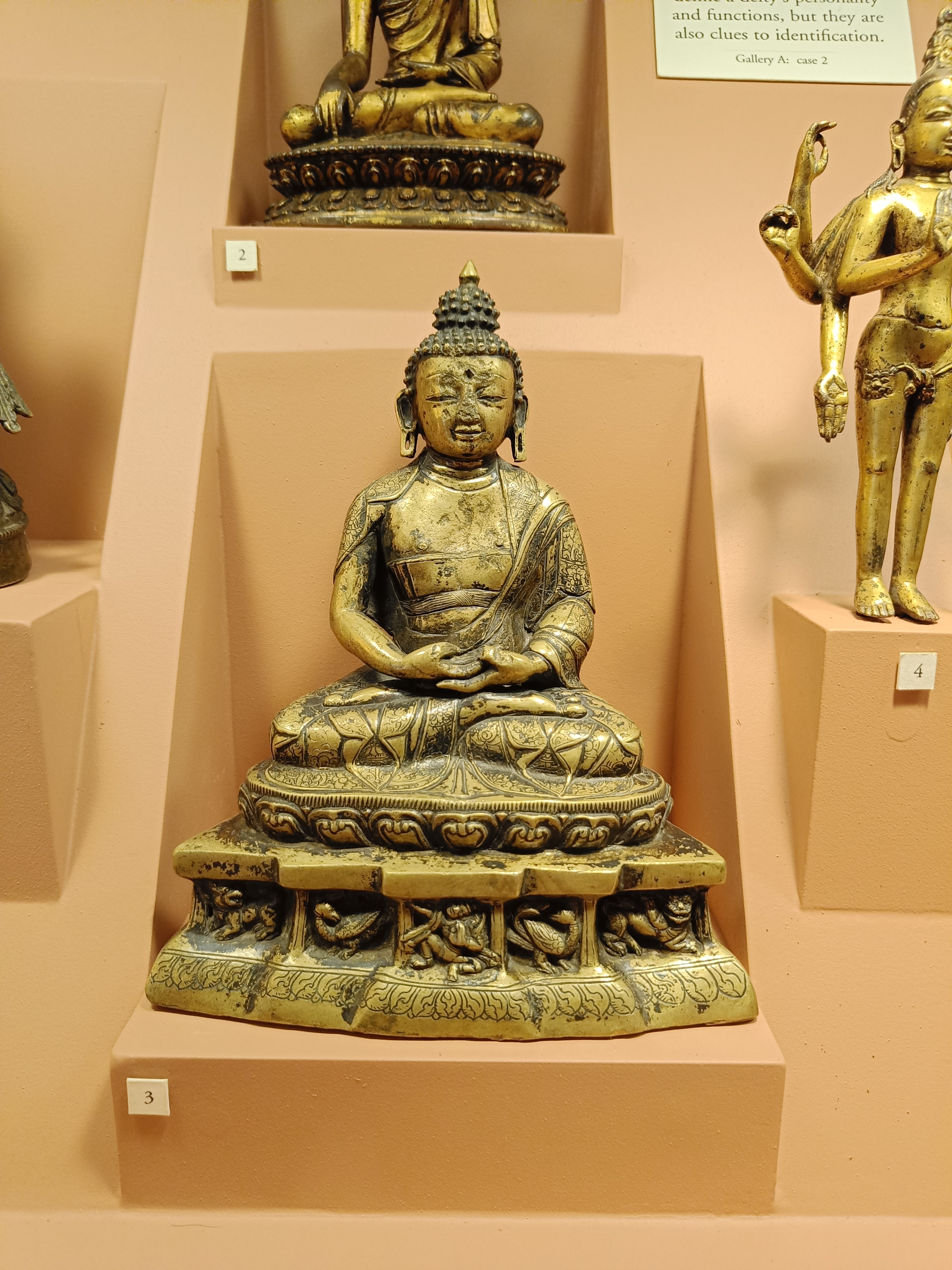
اميتابها،التبت، القرن السادس عشر إلى السابع عشر
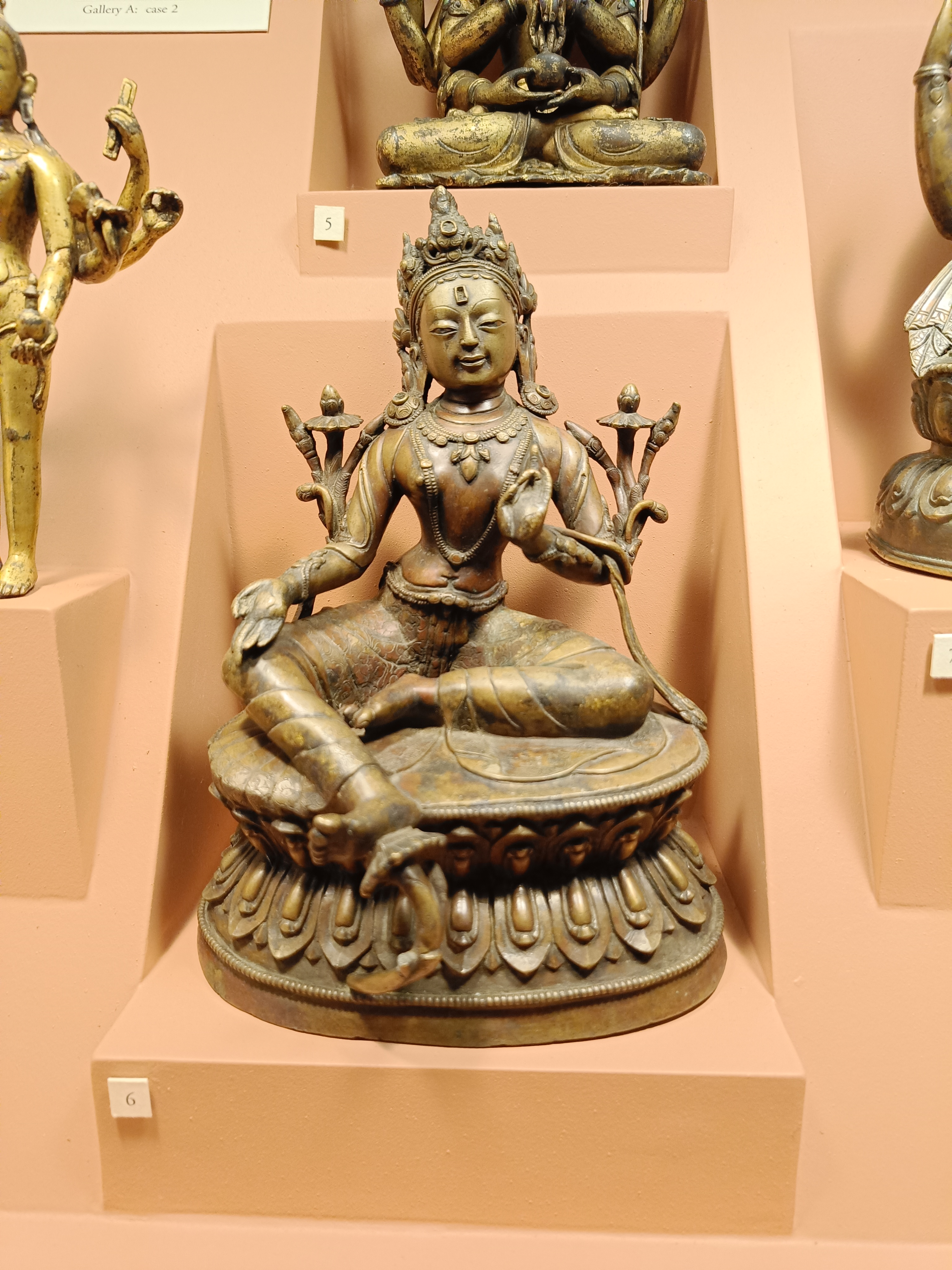
جرين تارا، التبت، القرن السابع عشر
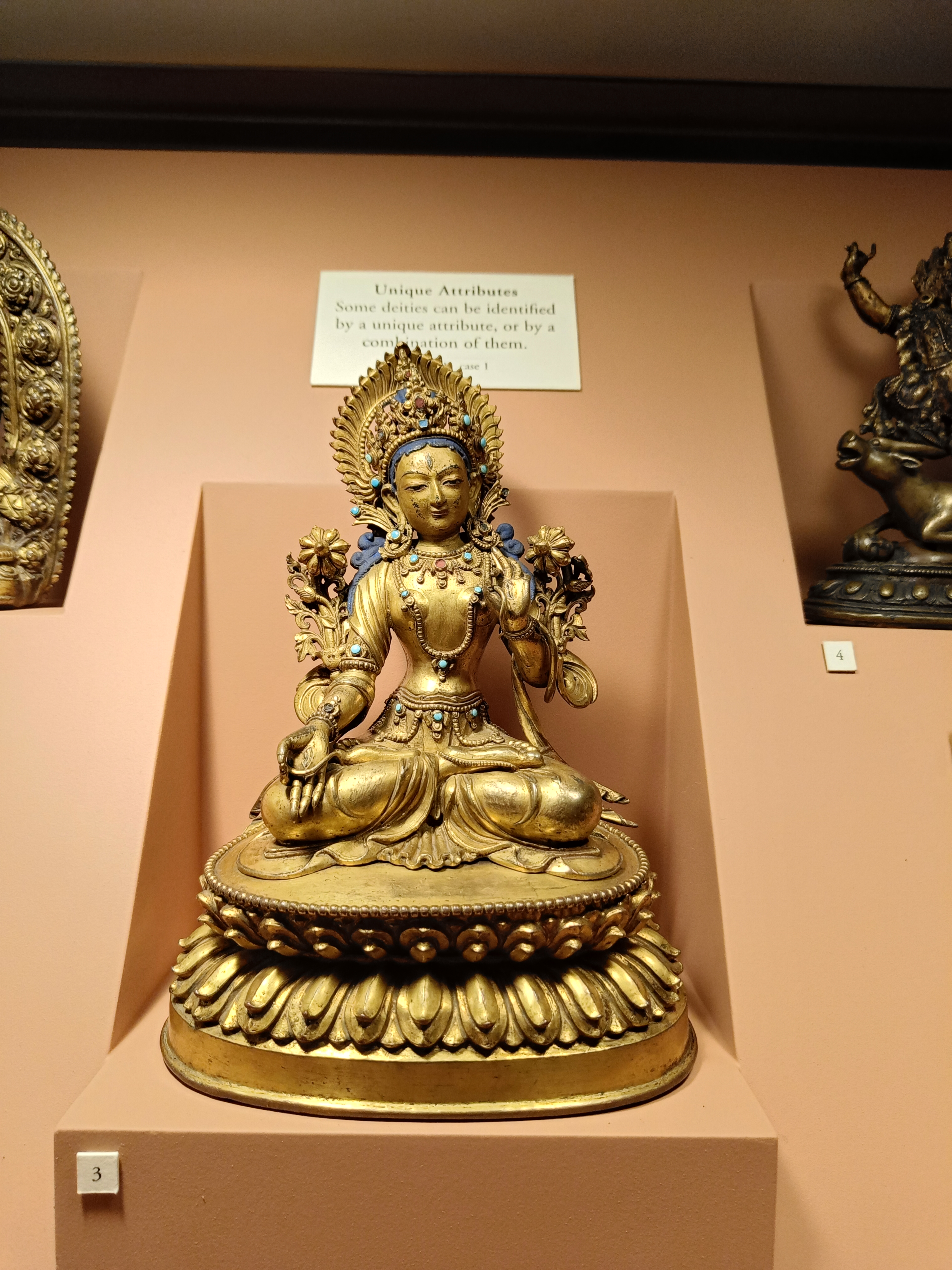
وايت تارا، التبت، السابع عشر إلى الثامن عشر
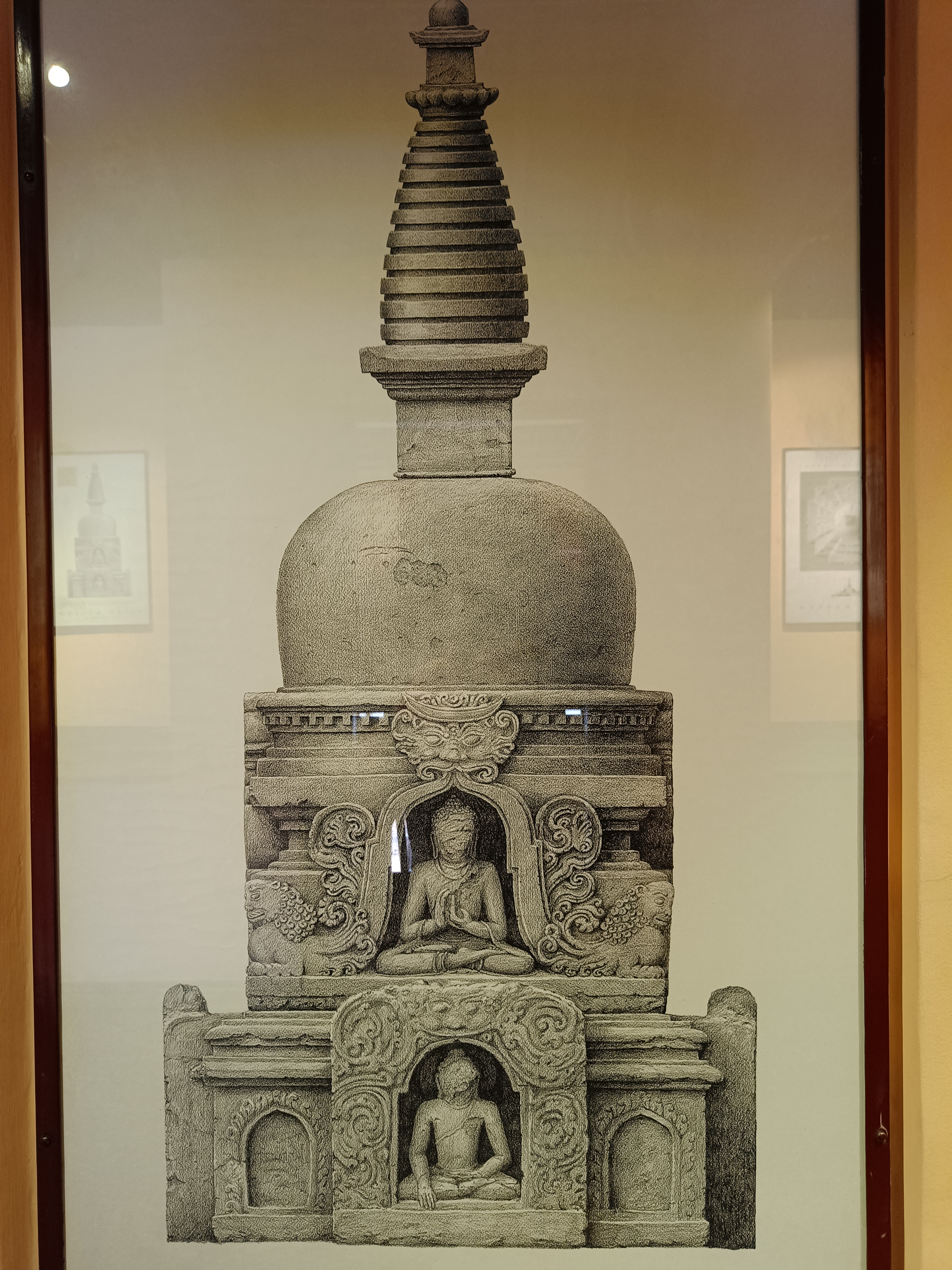
تصوير نموذجي لتشيتيس الصغيرة في نيبال.
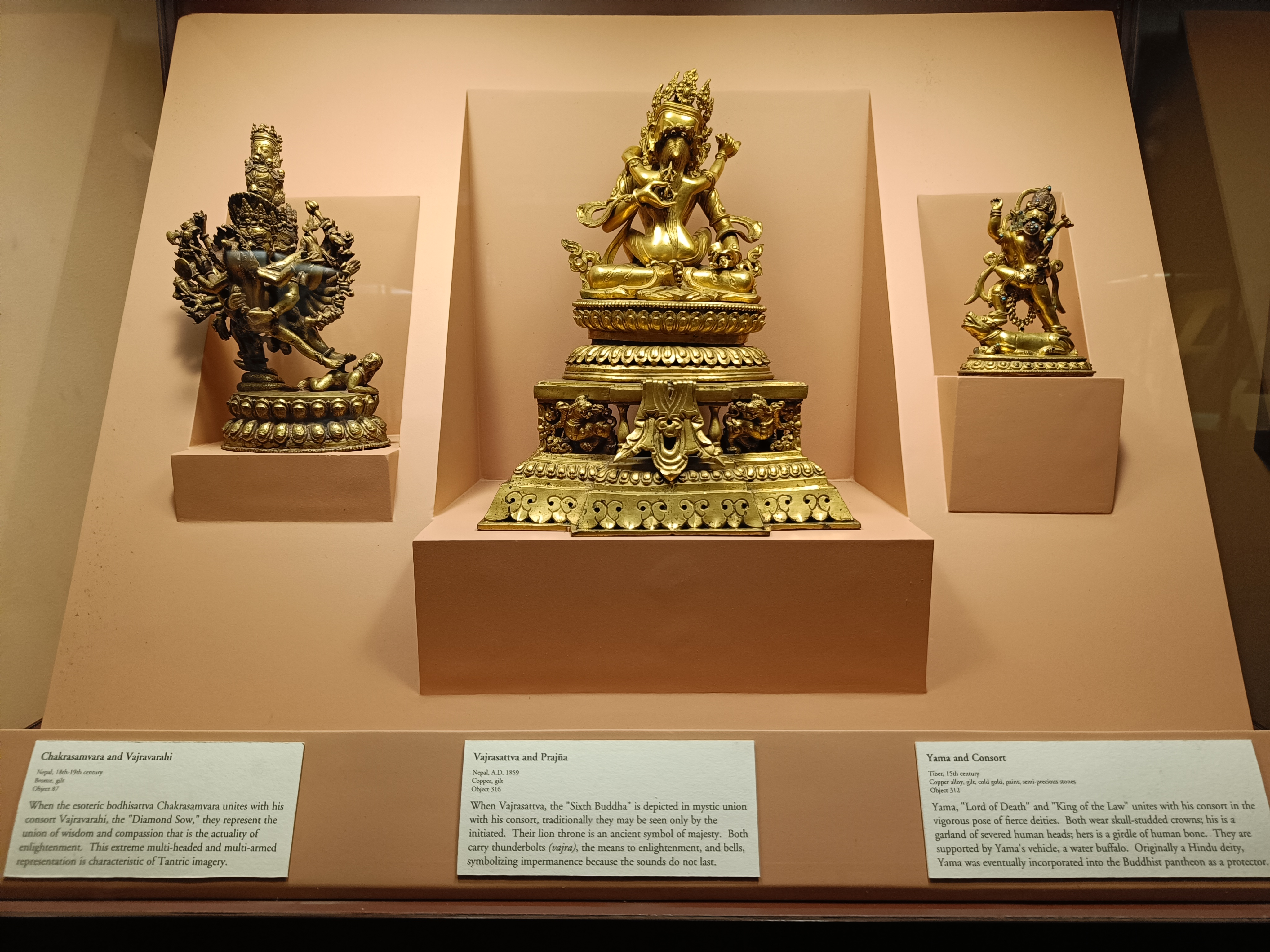
تشاكراسامفارا فاجراساتفا وياما
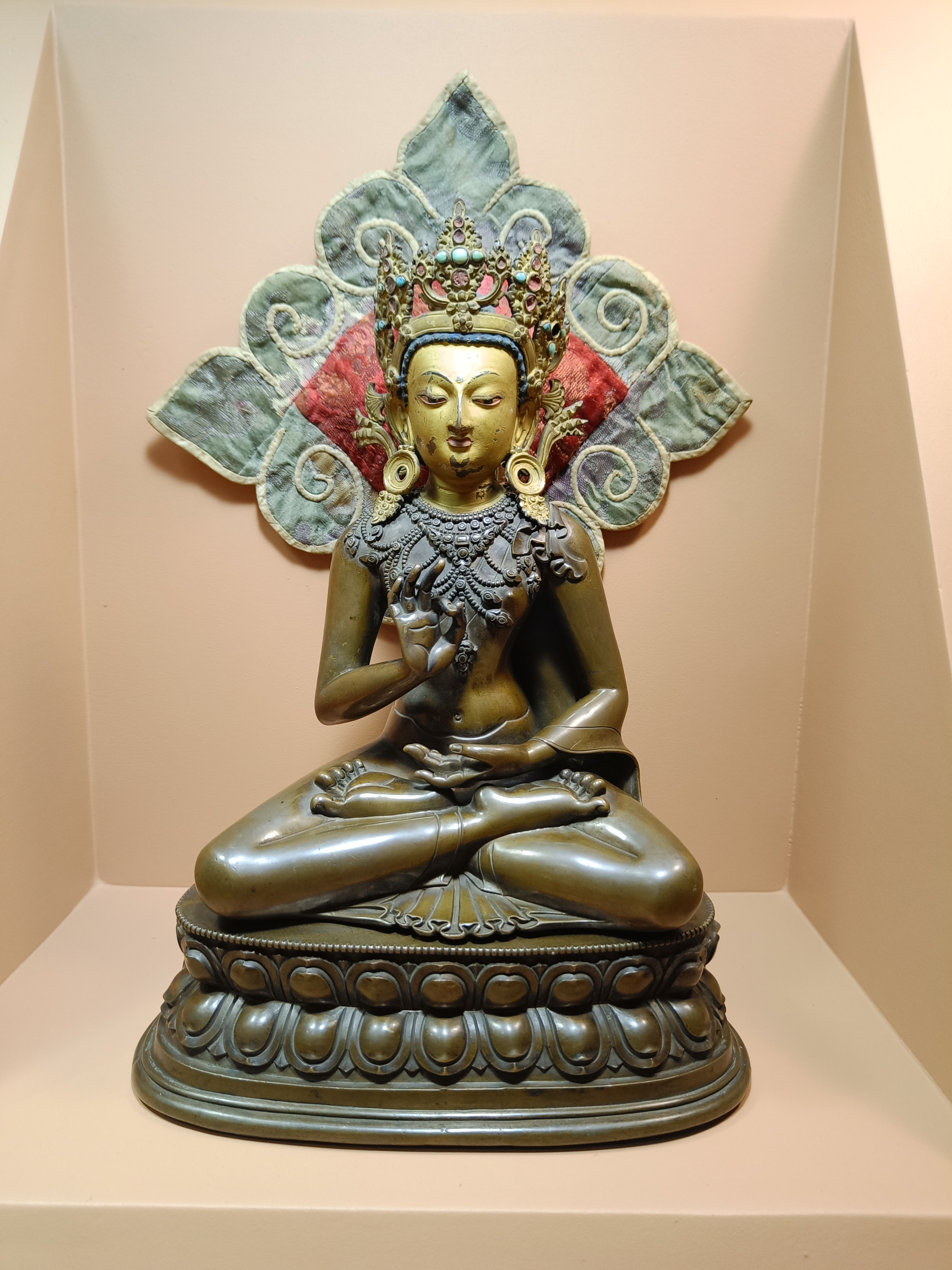
أموغاسيدهي، التبت، السابع عشر إلى الثامن عشر
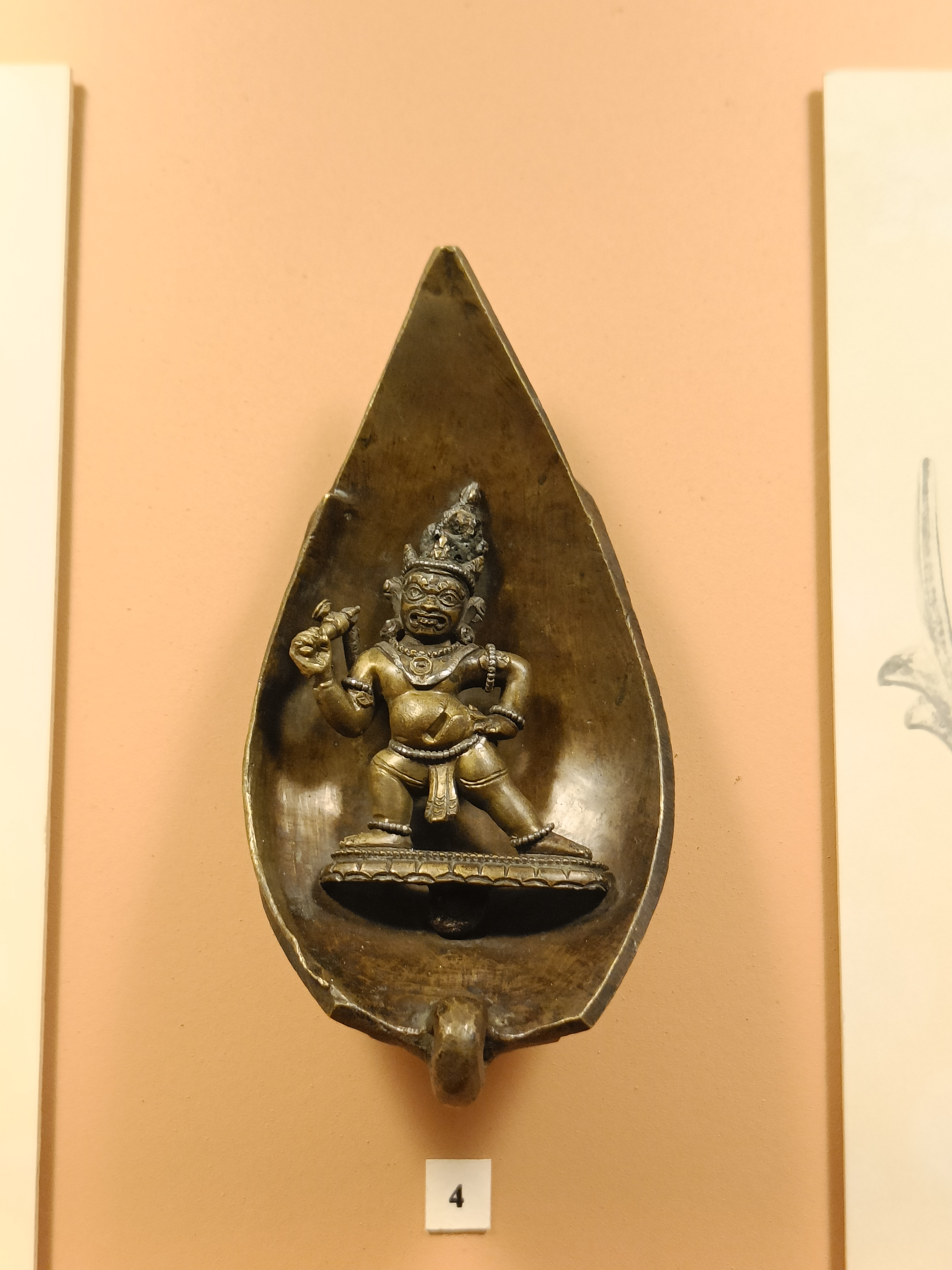
بتلة اللوتس مع فاجراباني، شمال الهند، القرن الثاني عشر إلى الثالث عشر
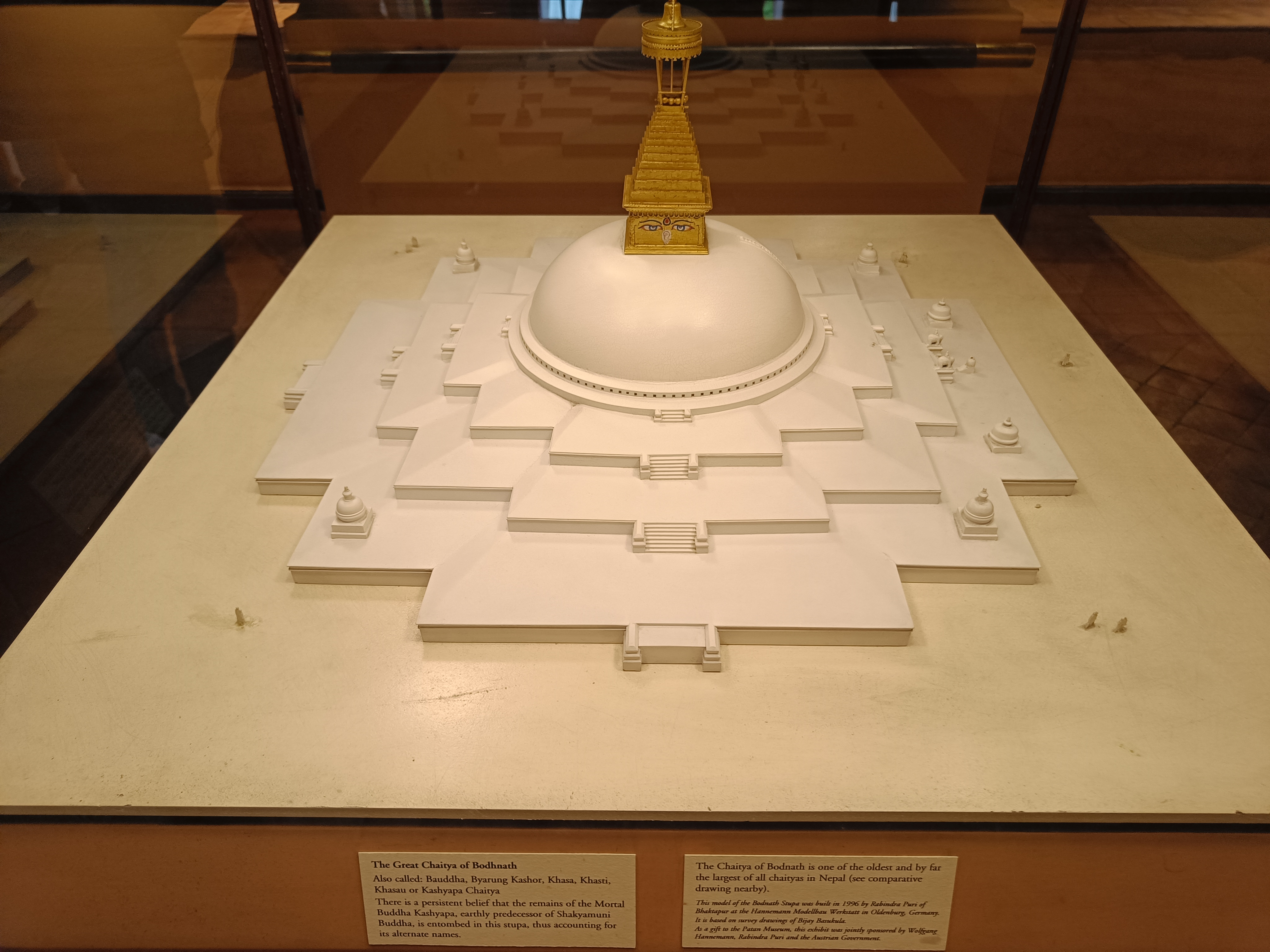
نموذج من تشيتي الكبرى في بودهاناث
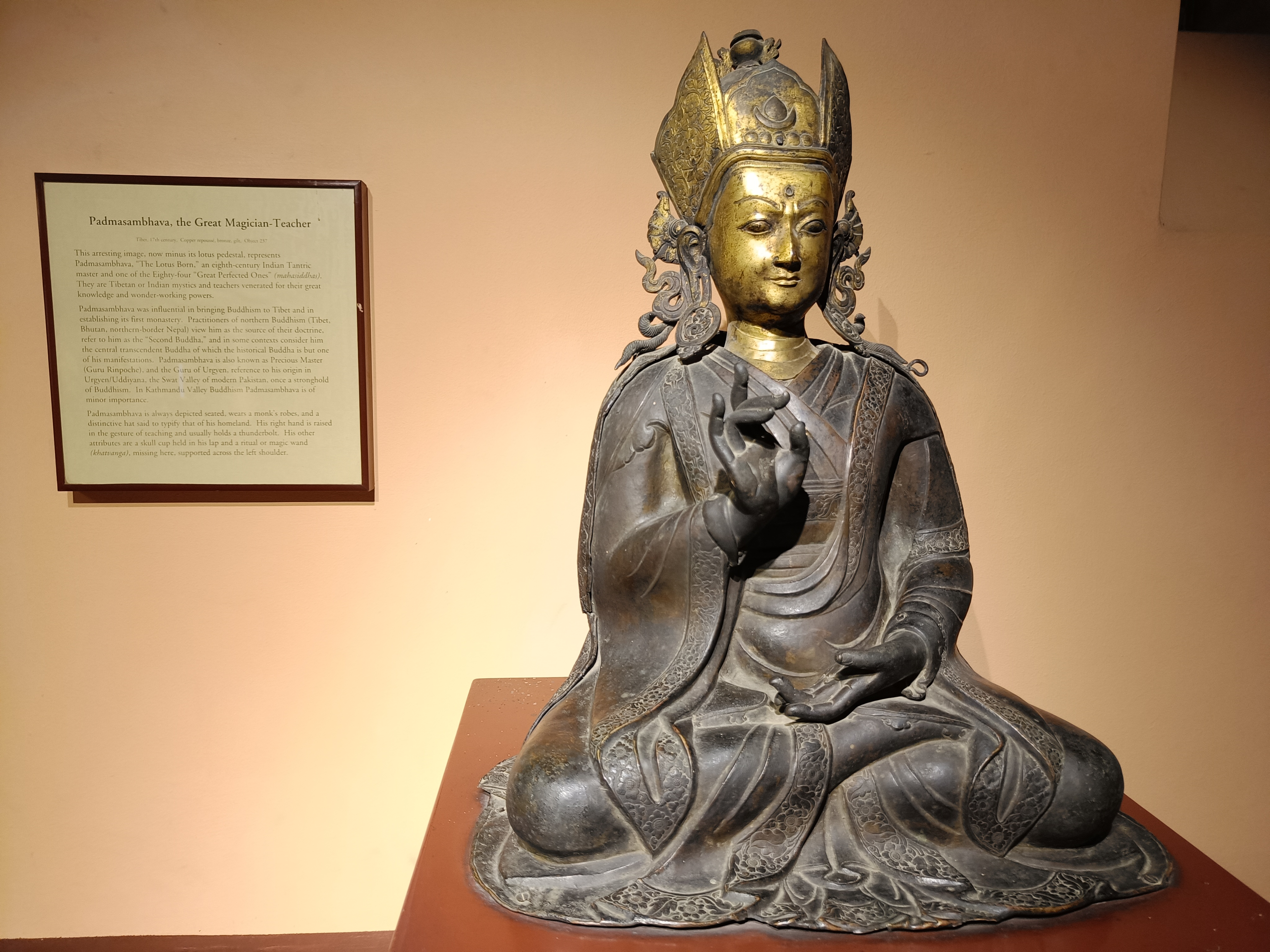
بادماسامبهافا
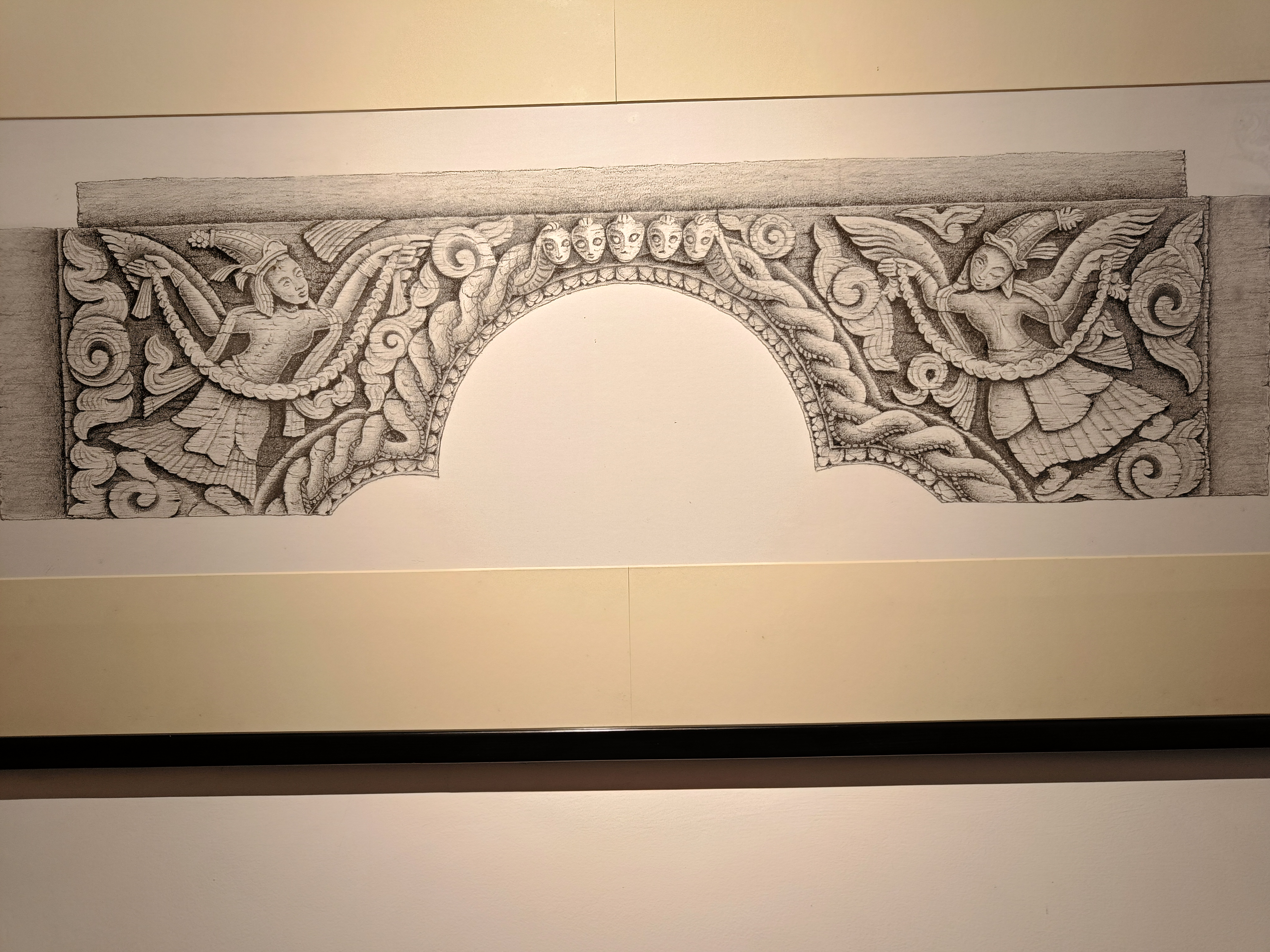
رسم يصور نحت الخشب النيبالي
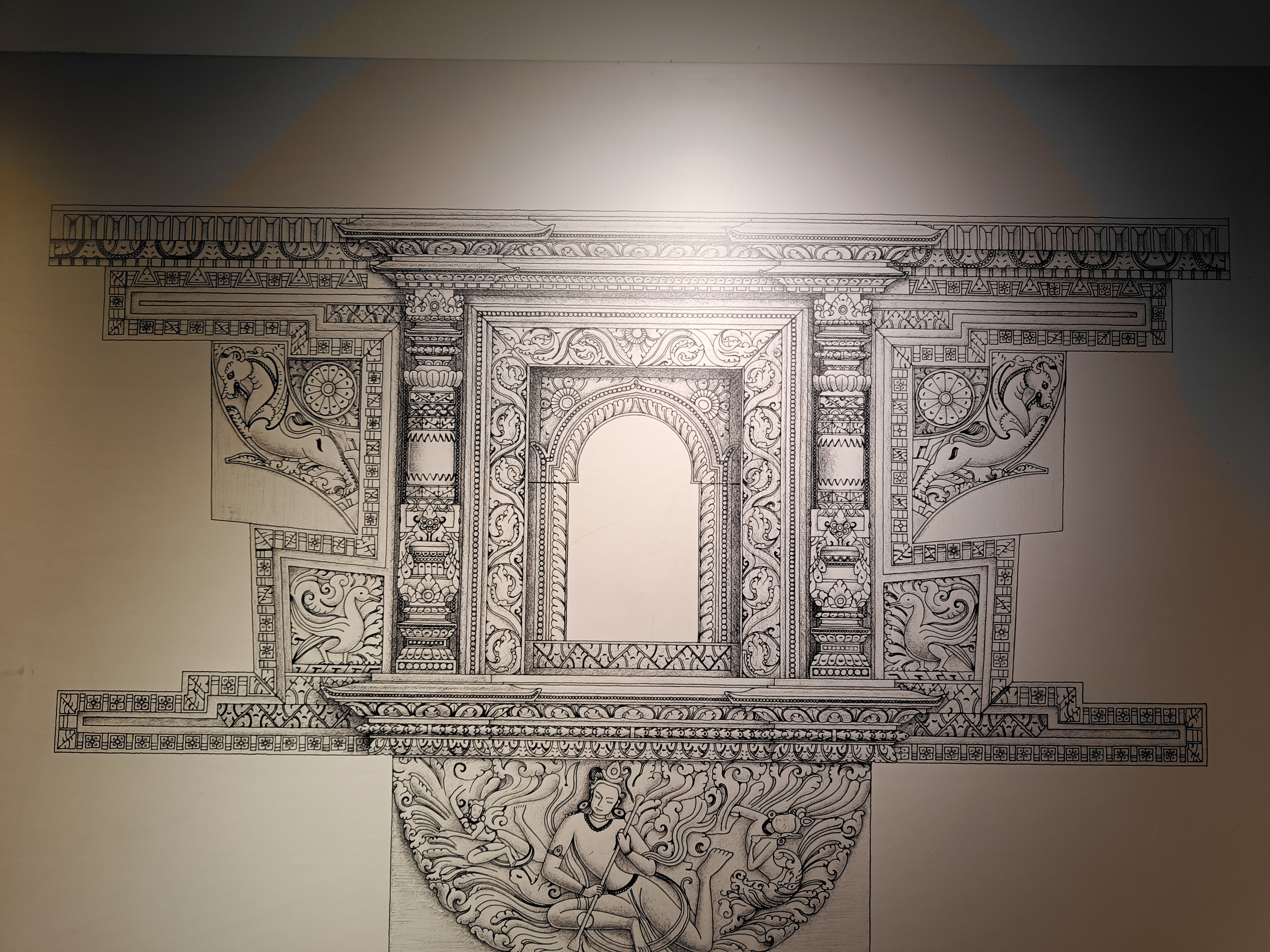
رسم تخطيطي يصور نمط النيبالي للنافذة مع النوتات
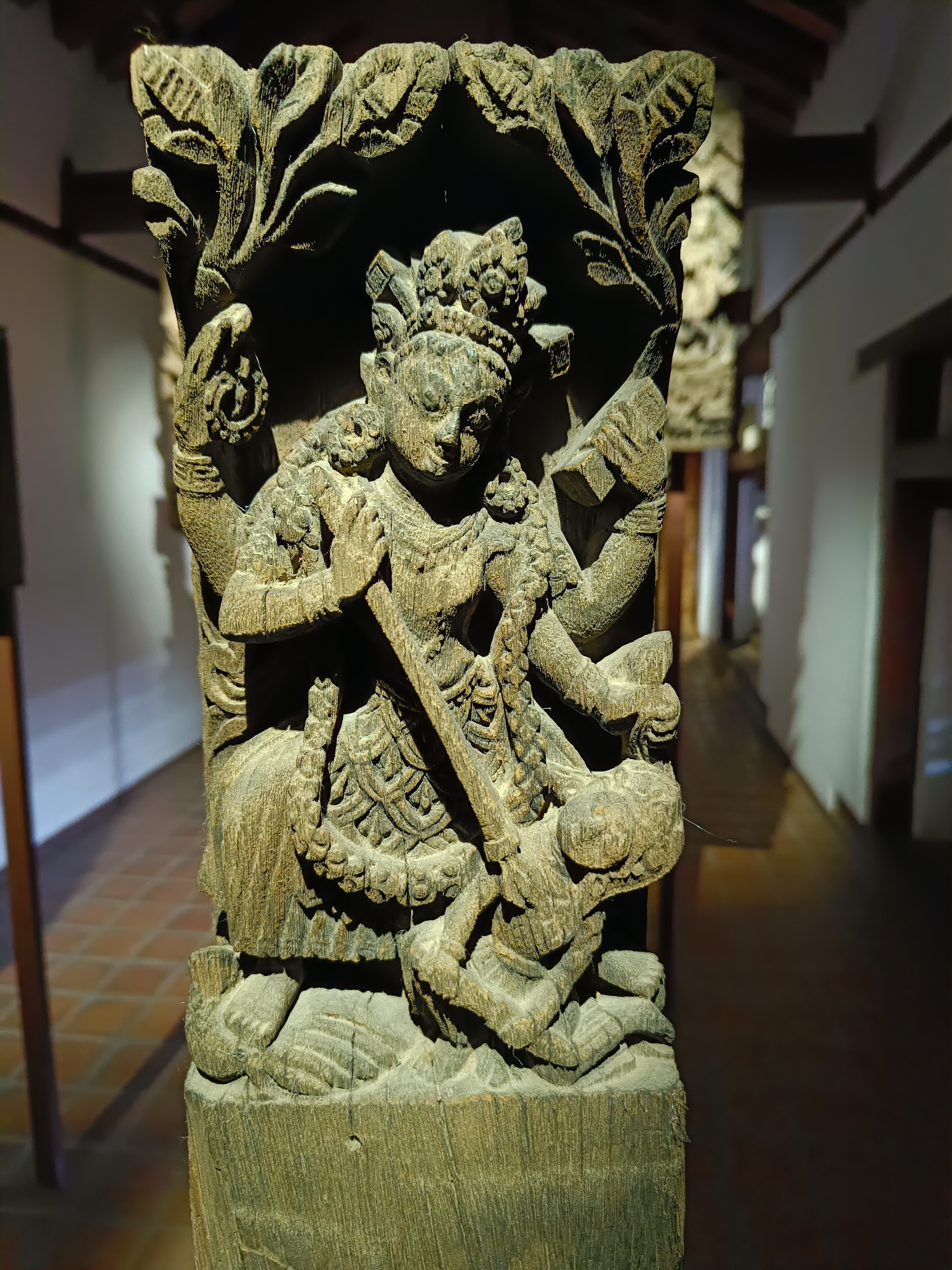
نحت الإله على عمود خشبي
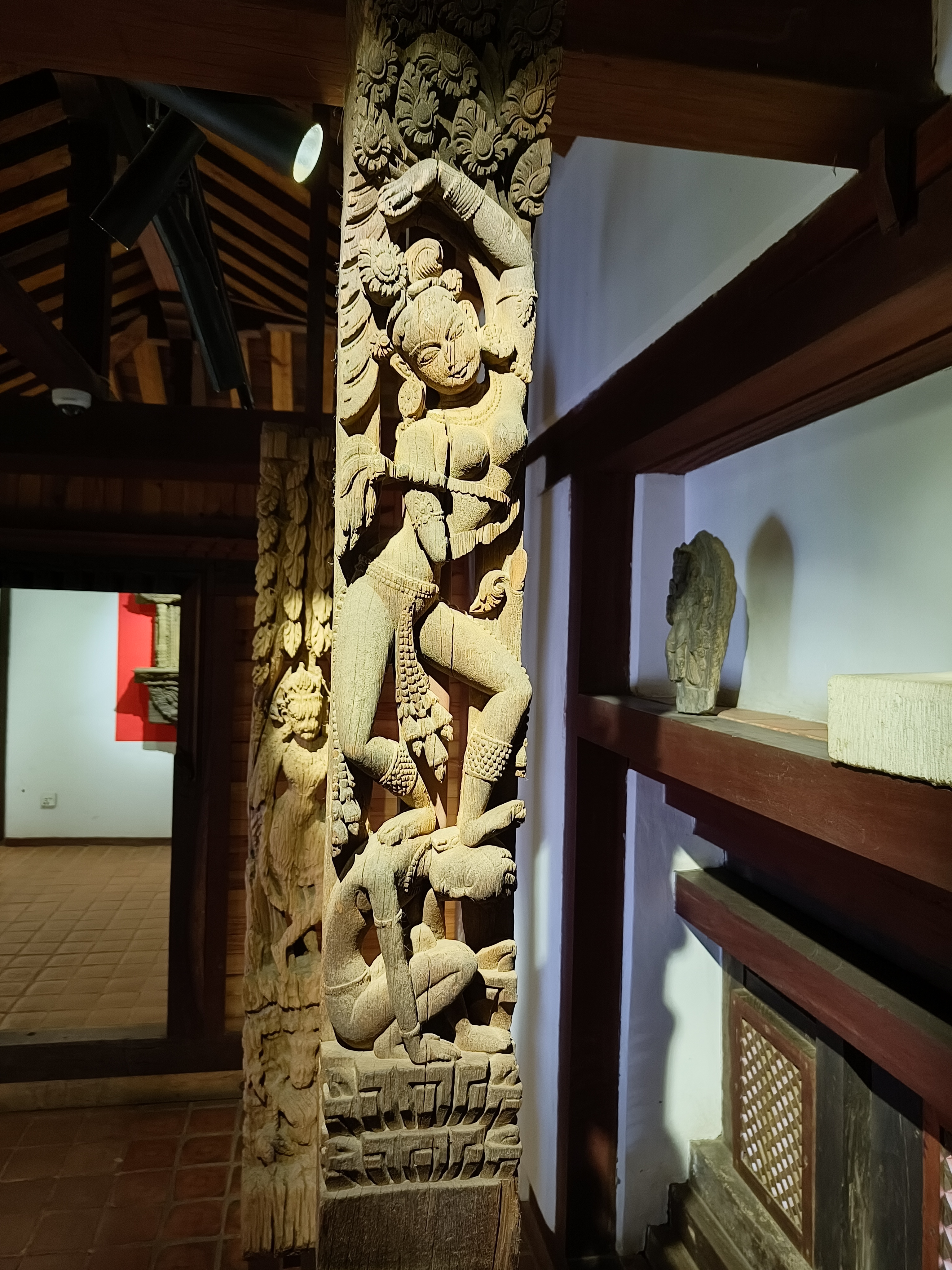
نحت آخر للإله للصلاة على عمود خشبي
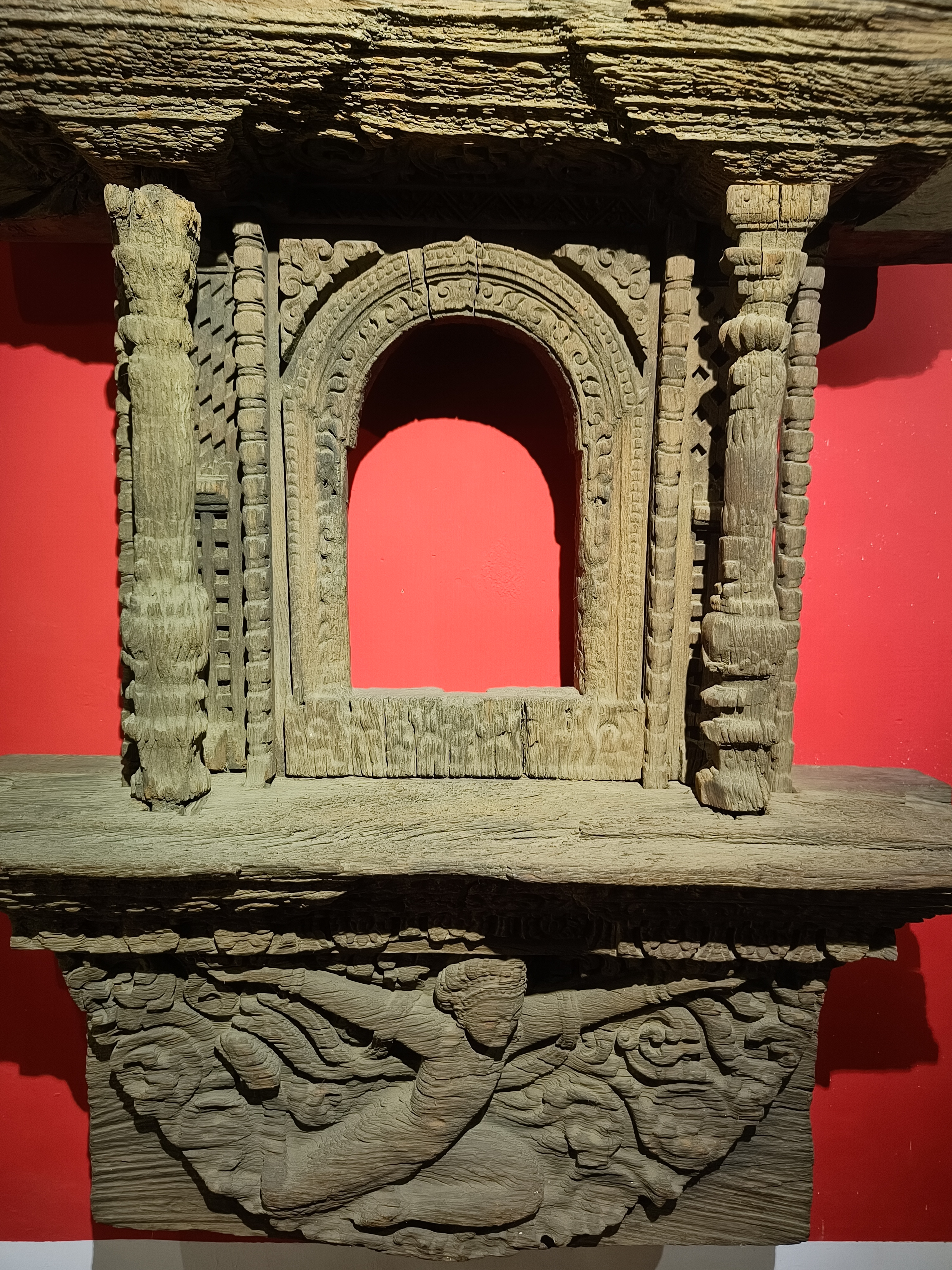
نافذة نيبالية بها منحوتات
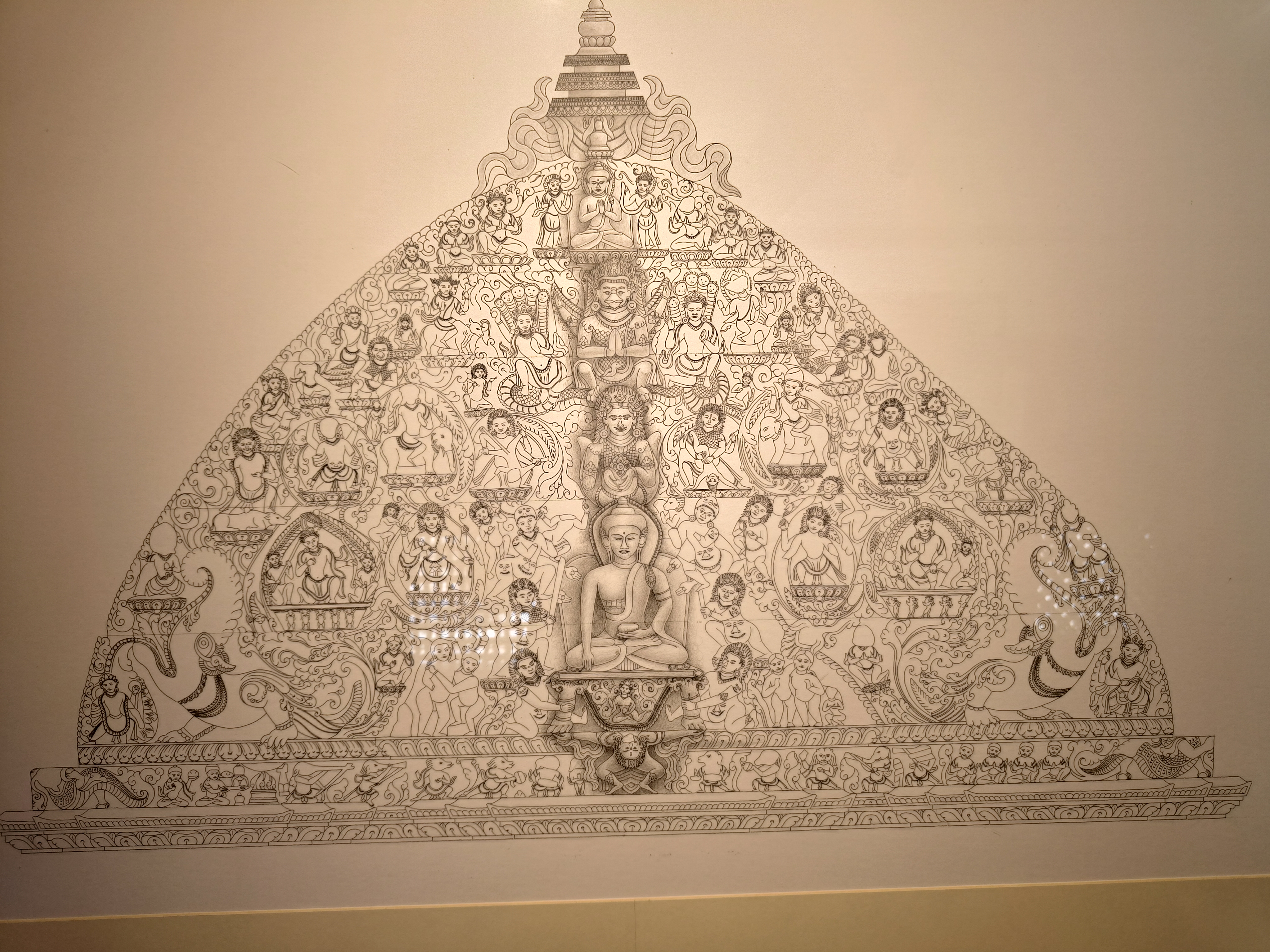
87 عناصر وشخصات تتعلق بالبوذية
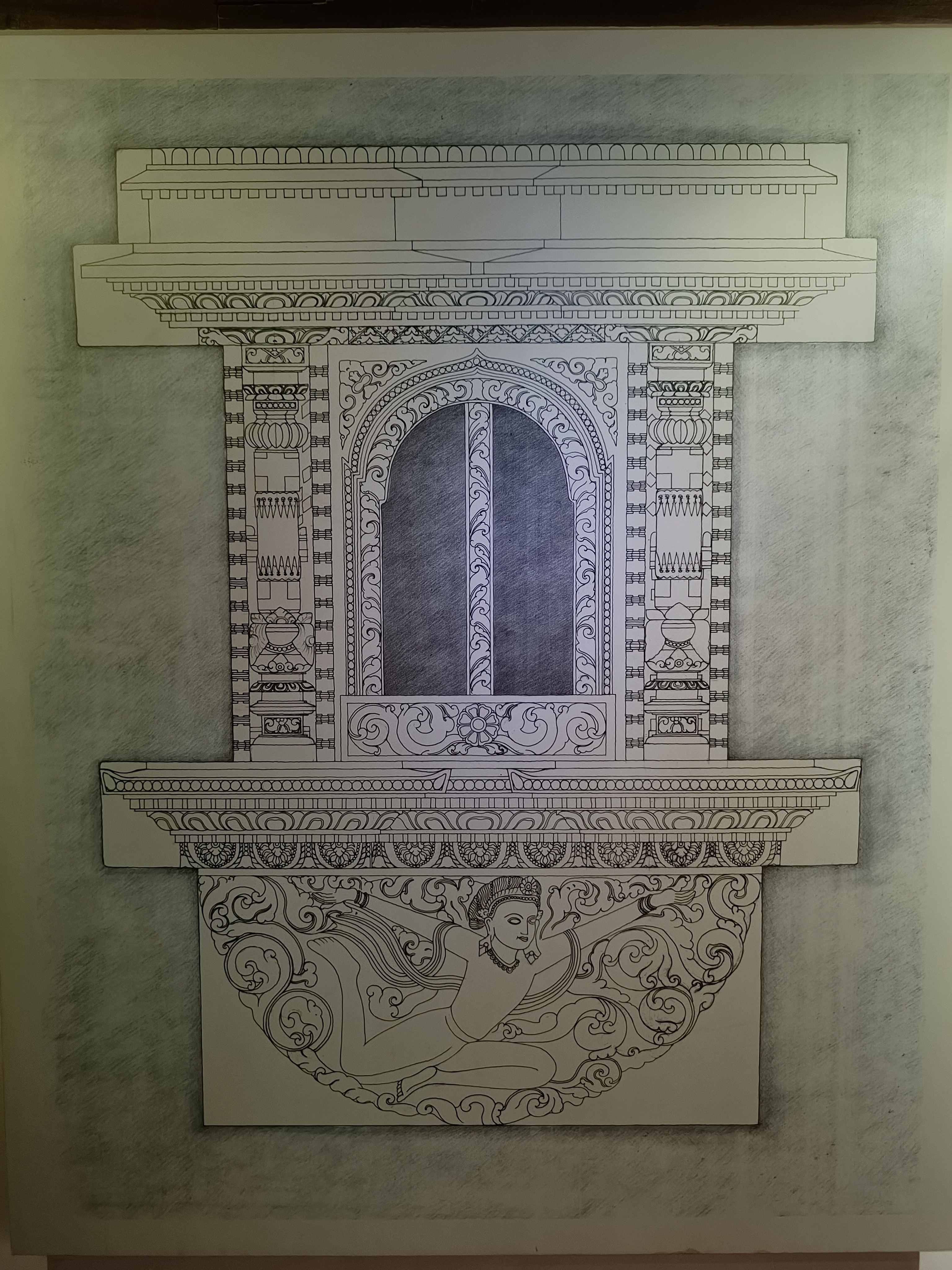
رسم نافذة مع نبات النوتات